# Regione di sviluppo Nord-Vest
Nord-Vest è una delle otto Regioni di sviluppo della Romania create nel 1998.

## Distretti
Comprende:
- Județul Bihor
- Județul Bistrița-Năsăud
- Județul Cluj
- Județul Maramureș
- Județul Satu Mare
- Județul Sălaj

Con 35 città (di cui 15 municipi) e 386 comuni.

## Infrastrutture e trasporti
È attraversata da sei strade E60, E81, E79, E671, E58 si E576. Inoltre l'Autostrada Transilvania è in costruzione e collega Cluj, Sălaj e Bihor.
Vi sono quattro aeroporti a Cluj-Napoca, Oradea, Satu Mare e Baia Mare.

## Società

### Evoluzione demografica
Vi sono 2 740 064 abitanti, con densità di 80,21 abitanti/km², di cui 1 336 425 (48,77%) sono uomini e 1 403 639 (51,23%) sono donne. La diversità etnica è notevole con il 75% di romeni, poi magiari di Romania al 20% e infine rom di Romania al 3,5%.
La lingua romena è la più parlata con il 76,6%. Al secondo posto quella magiara al 19,9%. La religione principale è quella ortodossa al 68,38%, poi quella reformată (12,70%), romano-catolică (6,86%) e greco catolică (4,20%).

## Economia

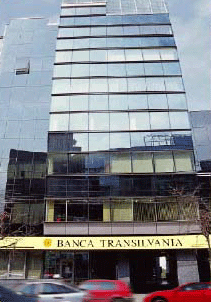
Banca Transilvania, sede a Cluj-Napoca.

L'economia si basa sull'agricoltura (46% della popolazione occupata), poi l'industria a Cluj-Napoca, Oradea, Baia Mare e Satu Mare.
Miniere sono presenti a județul Maramureș sui Munții Apuseni. La disoccupazione è al 4%, sotto la media nazionale del 5,5%.